# 空军一号 (电影)
《空軍一號》（英語：Air Force One）是1997年上映的美國動作電影，由哈里森·福特、蓋瑞·歐德曼、葛倫·克蘿絲及溫蒂·克魯森等人主演，導演是沃夫岡·彼得森，編劇為安德鲁·W·馬洛。劇情講述總統專機空軍一號遭到哈薩克斯坦恐怖分子挾持，留在飛機上的美國總統本人因為家人也遭挾持，被迫成為孤膽英雄來奪回飛機。
這部電影在全球票房創下高達三億一千五百萬美金的收入，作為票房成功，並列入美國90年代最著名動作電影之一。

## 劇情
美俄兩國聯合實行的一項軍事行動，派遣特種部隊抓獲哈薩克斯坦軍事獨裁領袖伊萬·芮狄將軍。三星期後，俄國總統彼得羅夫在莫斯科的外交國宴上宣佈這條喜訊，造訪的美國總統詹姆斯·馬歇爾發表演說，發誓將會繼續抵制以芮狄為首的專制主義。造訪結束後，馬歇爾總統跟妻子和女兒與其他顧問，共同搭乘空軍一號返回美國。乘客中包括六名俄國記者，但他們實為一群忠誠於芮狄的恐怖分子假扮。而機上的一名總統特勤隊特務吉布斯，實為芮狄忠誠者派進去的潜伏間諜。飛機起飛後，吉布斯用消音手槍殺死三名負責看守機上護衛用軍械庫的特務，再開啟軍械庫並放出煙霧彈作為信號。恐怖分子首領伊格爾·科舒諾夫馬上領軍全副武裝，殺死數名特務後劫持飛機。兩名駕駛員立即聯絡上美軍駐德國的拉姆施泰因空軍基地，馬歇爾被護衛送入行李艙中安設的逃生艙降至地面。
飛機在空軍基地緊急降落時，科舒諾夫殺死駕駛員，讓自己的飛行員安德烈·哥查克開飛機返回空中，開始往哈薩克斯坦飛行；機旁有六架F-15戰鬥機持續護航。馬歇爾的妻子格蕾絲和女兒愛麗絲在內的五十名人質被關在會議室，科舒諾夫聯絡在白宮戰情室指揮的美國副總統凱薩琳·班尼特，脅迫她們必須要求彼得羅夫總統無條件釋放芮狄將軍，否則會每半小時處決一名人質。與此同時，沒有進逃生艙逃跑的馬歇爾暗中跑回上層，但全飛機的電話都被斷線，馬歇爾想辦法過程中殺死幫科舒諾夫看守人質的部下克拉辛後取得武器，但交火卻引起其他恐怖分子的注意，因此不得不先躲回行李艙中。
班尼特副總統背負龐大壓力，得知俄國方面不會輕易釋放芮狄，由於半小時時限到，科舒諾夫在談判過程中槍殺國家安全顧問傑克·多爾蒂，並挾持格蕾絲和愛麗絲母女至駕駛艙單獨看管。馬歇爾翻行李找到一部衛星電話後跟白宮戰情室取得聯絡，但另一名負責下來搜行李艙的敵軍巴茲勒夫找到他的行蹤，馬歇爾便偷偷將電話藏入口袋，暗示另一頭的戰情室命令機外的戰鬥機對空軍一號發射導彈。當戰鬥機領隊聽令照做後，造成空軍一號自動射出熱誘餌彈來解除導彈，外圍爆炸衝擊讓馬歇爾成功反殺巴茲勒夫。然而，敵軍蘭斯基來到行李艙找到死去的巴茲勒夫並通報，惱羞成怒的科舒諾夫誤以為是一名漏網的機上特務，於是用槍挾持人質之一的白宮新聞秘書梅蘭妮·米契，用廣播威脅他在十秒之內投降。為救其他人而無法妥協的馬歇爾，只能無奈地聽著米契遭到處決。
馬歇爾到飛機油箱系統中動手腳造成飛機漏油，趁敵軍到行李艙修復油管的空檔，馬歇爾趁機跑上去挾持敵軍納維斯基進入會議室與所有人質碰面。科舒諾夫強求班尼特派遣輸油機為他們進行空中加油，人質當中的卡德維少校心生一計，決定趁空中加油的時機，讓飛機下降至指定高度後，全員靠行李艙尾端的大量降落傘跳傘離開；馬歇爾透過跟電話使用不同系統的傳真機通知白宮照做。一架輸油機抵達為空軍一號輸油時刻意讓他們下降高度，使大部分乘客趁機跳傘成功逃生。但科舒諾夫一方發現中計強行脫離，最後造成輸油機油管洩漏引燃後在空中炸毀，而馬歇爾與幾位自願留在機上的卡德維、白宮幕僚長謝菲爾德、以及尚未暴露內奸身份的吉布斯集體被俘。由於妻女受科舒諾夫要挾，無從選擇的馬歇爾聯絡彼得羅夫總統，要求他簽約釋放獄中的芮狄將軍。
由於美國總統已經妥協，美國國防部長等一眾官員都集體同意第二十五条修正案來解除總統權利，唯獨班尼特一人拒絕簽字而無法成立。科舒諾夫意圖將人質們帶回哈薩克斯坦當作籌碼，馬歇爾趁機鬆綁脫身奪回局勢，全軍覆沒的科舒諾夫挾持格蕾絲至行李艙，打算搶唯一的降落傘逃生。馬歇爾衝上前與科舒諾夫展開生死對決，最後拿繩帶纏住科舒諾夫的脖子，打開他的降落傘使他被當場絞死；遺體則跟著傘一同拋出飛機。馬歇爾立即聯絡彼得羅夫撤回命令，所幸聯絡及時而導致剛要迎向自由的芮狄將軍，因拒捕而在監獄門口被擊斃。而空軍一號飛離哈薩克斯坦途中，後方追來由忠於芮狄的空軍基地所派來的六架米格-29戰鬥機。即使六架F-15戰機護航隊及時返回，以犧牲一架護航的代價擊落三架敵機、迫使剩餘敵機撤退，但空軍一號的尾翼受損嚴重而無法順利降落，燃油也所剩無幾而面臨墜毀。
一架乘載傘降救援隊的MC-130運輸機「自由24號」收到救援指令後，想到靠纜繩連接空軍一號艙門口實施傳送形式的高空救援。當格蕾絲、愛麗絲以及受傷的謝菲爾德都傳送過去獲救後，空軍一號持續下落導致時間不多。吉布斯在最後一刻露出內奸身份，掏槍殺死負責營救的救援隊員以及卡德維少校，企圖自行搶纜繩得救。但馬歇爾當場擊倒他，並在纜繩斷開連接的一刻離開飛機，讓吉布斯跟著整架空軍一號墜入裏海完全散架。馬歇爾被纜繩拉上運輸機成功獲救、與家人團聚，讓白宮全員歡呼不盡，而如今變成「空軍一號」的運輸機跟著五架F-15戰機飛至安全地帶。

## 演員
| 演員                                  | 角色                              | 備註 |
| 哈里森·福特 Harrison Ford             | 詹姆斯·馬歇爾 James Marshall      | 美國總統，榮獲過榮譽勛章的越戰老兵，在專機空軍一號以及家人都被挾持之下不選擇逃跑，而是毫不畏懼地打算奪回飛機並擊敗恐怖分子。 |
| 蓋瑞·歐德曼 Gary Oldman               | 伊格爾·科舒諾夫 Egor Korshunov    | 俄國极端民族主义恐怖分子，芮狄將軍的忠誠者，空軍一號劫機客的首領。假扮記者登上飛機進行劫持，要求美國釋放芮狄將軍。           |
| 葛倫·克蘿絲 Glenn Close               | 凱薩琳·班尼特 Kathryn Bennett     | 美國副總統，在空軍一號遭劫持時在白宮戰情室指揮行動，無論什麼情況都能保持冷靜，始終都相信馬歇爾能挽回局勢。                   |
| 溫蒂·克魯森 Wendy Crewson             | 格蕾絲·馬歇爾 Grace Marshall      | 美國第一夫人，馬歇爾之妻。                                                                                                   |
| 莉賽·麥修 Liesel Matthews             | 愛麗絲·馬歇爾 Alice Marshall      | 美國第一千金，馬歇爾之女。                                                                                                   |
| 保羅·加法葉 Paul Guilfoyle            | 羅伊·謝菲爾德 Lloyd Shepherd      | 白宮幕僚長，曾經反對過馬歇爾同意抓捕芮狄將軍的行動。                                                                         |
| 山德·貝克利 Xander Berkeley           | 吉布斯特務 Agent Gibbs            | 美國特勤局資深特務，身為總統的私人護衛，同時身為一位敵軍間諜。                                                               |
| 威廉·梅西 William H. Macy             | 諾曼·卡德維 Norman Caldwell       | 美國空軍少校，是美國總統的侍從官。                                                                                           |
| 亞倫·沃夫 Alan Woolf                  | 史托理查·彼得羅夫 Stolicha Petrov | 俄羅斯總統，與馬歇爾保持友誼，共同罷免且逮捕芮狄將軍。                                                                       |
| 狄恩·史達威爾 Dean Stockwell          | 華特·迪恩 Walter Dean             | 美國國防部長，在班尼特副總統身邊輔佐。                                                                                       |
| 湯姆·艾福利特 Tom Everett             | 傑克·多爾蒂 Jack Doherty          | 美國國家安全顧問，參與訪俄活動。                                                                                             |
| 尤爾根·普洛赫諾 Jürgen Prochnow       | 伊萬·芮狄 Gen. Ivan Radek         | 哈薩克斯坦軍事獨裁暴君，手中握有被盜的前蘇聯核武器，意圖打響新的冷戰，因此在美俄兩國的軍事行動中，以危害人類罪被捕入獄。     |
| 唐娜·布洛克 Donna Bullock             | 梅蘭妮·米契 Melanie Mitchell      | 白宮新聞秘書，一同搭上空軍一號。                                                                                             |
| 埃利亞·貝斯金 Elya Baskin             | 安德烈·哥查克 Andrei Kolchak      | 劫機客之一，科舒諾夫的副官兼摯友，同時擔任飛行員一職。                                                                       |
| 列文·烏徹尼施威利 Levan Uchaneishvili | 謝爾蓋·蘭斯基 Sergei Lenski       | 劫機客之一，科舒諾夫的部下，同時也擔任通訊專家。                                                                             |
| 大衛·瓦迪姆 David Vadim               | 伊果·納維斯基 Igor Nevsky         | 劫機客之一，科舒諾夫的部下。                                                                                                 |
| 安德烈·狄沃夫 Andrew Divoff           | 鮑瑞斯·巴茲勒夫 Boris Bazylev     | 劫機客之一，科舒諾夫的部下。                                                                                                 |
| 伊利亞·沃盧克 Ilia Volok              | 弗拉基米爾·克拉辛 Vladimir Krasin | 劫機客之一，科舒諾夫的部下兼多年戰友，與他一同參與過苏阿战争。                                                               |

## 製作
本片的主體拍攝於1996年9月16日開始，拍攝地包含俄亥俄州、华盛顿哥伦比亚特区、莫斯科和洛杉矶。

## 其他

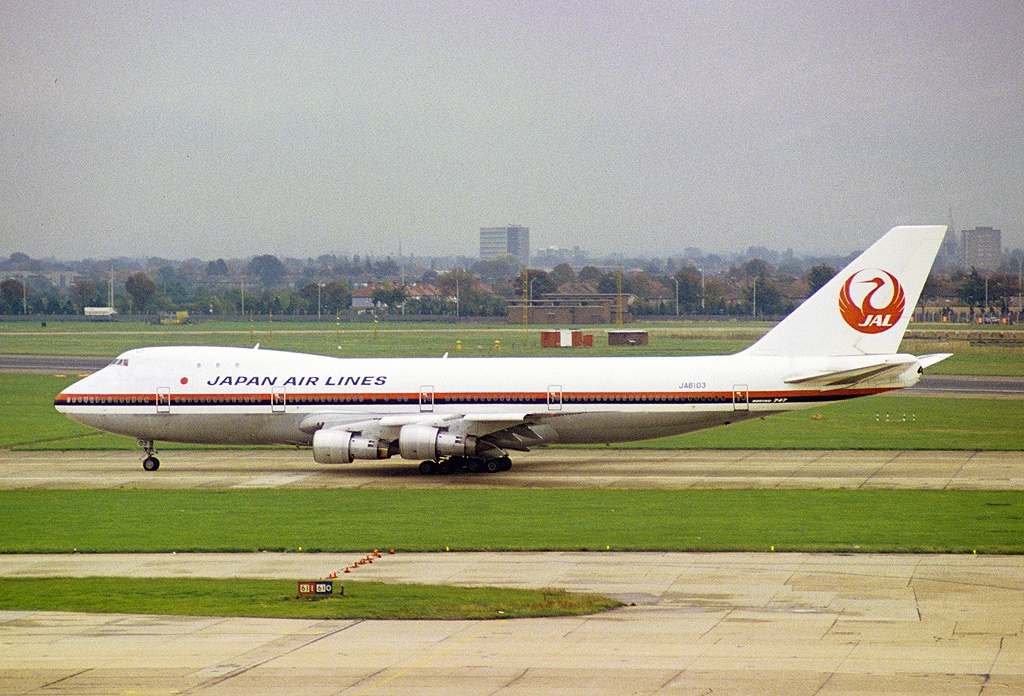
用於拍攝此片的波音747-146，1981年攝於倫敦希斯路機場

- 攝影時使用的波音747現為卡利塔航空貨機，尾號N703CK，原為日本航空及日本亞細亞航空在1970年～1992年間活躍的尾號JA8103飛機，屬於-100型（真機為-200型）客機。這是JAL購的第3架747，主要運用在國際線上。
- 電影中最後營救第一家庭的自由24號，型號為C-130H，加大功率型。
- 拍攝這部電影前，「空軍一號」的資料是由主角哈里遜·福特親自在總統柯林頓的慶生會上直接交涉「空軍一號的取材」，傳為佳話。
- 因為哈里遜·福特的直接交涉，劇組獲得到安德魯斯空軍基地內取材的許可，在VC-25A總統專用機「空軍一號」的機上取材時，因為禁止機內攝影，取材小組在記下重點後另外製作機內設備、配色等具現代化的機內組件。
- 此機所使用的引擎是普惠公司JT9D-7R4G2引擎，並不是真機所使用的通用電氣CF6-80C2B1F引擎。
- 真的空軍一號並沒有逃生艙和降落傘，下層艙亦不是相通的。
- 当哈薩克將軍芮狄释放出狱的时候，监狱里的囚犯们高唱国际歌，引来了一时的争议。

## 備註
1. ↑  角色名來源於官方信息，但在結尾演員表中，角色名被錯標為「伊萬·科舒諾夫」（Ivan Korshunov）
2. ↑  角色名來源於電影信息，但在結尾演員表中，角色名被錯標為「亞歴山大·芮狄」（Alexander Radek）

## 外部連結
- 互联网电影数据库（IMDb）上《空軍一號》的资料（英文）
- AllMovie上《空軍一號》的资料（英文）
- 爛番茄上《空軍一號》的資料（英文）
- Metacritic上《空軍一號》的資料（英文）
- Box Office Mojo上《空軍一號》的資料（英文）